# Соколов, Николай Дмитриевич (полковник)
Николай Дмитриевич Соколов (4 ноября 1896, Верхотурье, Пермская губерния — 27 июня 1944, Ленинград) — российский и советский военный деятель, участник Гражданской, Советско-финляндской и Великой Отечественной войн. Командир 268-й стрелковой Мгинской Краснознамённой дивизии, полковник (1940).

## Биография

### Начальная биография
Родился 4 ноября 1896 года в городе Верхотурье Пермской губернии. Русский, член ВКП(б) с 1941 года. Работал помощником чертежника на заводе инженера Шабат в Москве, с января 1915 года — в Управлении Московско-Казанской железной дороге.
Образование: Окончил учебную команду 317-го пехотного полка (1916), повторное отделение среднего начсостава при Московской пехотной школе (1926), 2 курса заочного факультета Военной академии РККА им. М. В. Фрунзе (1932).

### Служба в армии
В Русской императорской армии с августа 1915 по октябрь 1917 года. Участвовал в империалистической войне на Юго-Западном фронте. В Первую мировую войну Н. Д. Соколов был призван на военную службу в августе 1915 г. и зачислен в 317-й пехотный полк. После окончания учебной команды с июня 1916 г. служил в том же полку ефрейтором и младшим унтер-офицером. В составе дивизии особого назначения воевал с ним на Юго-Западном фронте под Тарнополем и Черновицами. В декабре 1916 г. был контужен, затем служил младшим и старшим унтер-офицером в 1-м Славянском полку. В октябре 1917 г. полк был распущен, а Н. Д. Соколов убыл в Москву, где 12 ноября поступил добровольцем в Управление коменданта огнескладов и рядовым нес службу по их охране.
В марте 1918 года в Гражданскую войну был переведен командиром пулёметного взвода 323-го полка ВНУС. Участвовал с ним в подавлении эсеровского восстания в Малоярославце и Москве. В октябре 1919 года полк был переименован в 40-й стрелковый образцовый полк, а Н. Д. Соколов назначен в нем командиром пулемётной команды.
В апреле 1921 года добровольцем убыл в Памирский экспедиционный отряд В апреле 1921 г. добровольцем убыл в Памирский экспедиционный отряд Туркестанского фронта. Командиром пулемётной роты этого отряда участвовал в боях с басмачами.
В марте 1925 года вновь назначен в 40-й стрелковый полк 14-й Московской стрелковой дивизии в г. Владимир, где проходил службу командиром роты, пом. командира и командиром батальона, начальником школы младшего комсостава.
С марта 1938 по сентябрь 1939 командир 72 сп 24-й стрелковой дивизии (переименован в 274 сп) АВО.
1939—1940 годы участие в Финской кампании, командир 274-го стрелкового полка 24-й стрелковой дивизии. Принимал участие в Гражданской войне, присоединении Западной Украины и Западной Белоруссии, Зимней войне.
После окончания боевых действий в марте 1940 года принял командование 270-м стрелковым полком и убыл с ним на полуостров Ханко в состав 8-й отдельной стрелковой бригады, майор.

### В Великую Отечественную войну
С началом Великой Отечественной войны полк в составе 8-й отдельной стрелковой бригады Северного, а с августа 1941 года — Ленинградского фронтов в течение 5 месяцев оборонял северную систему островов, имевших большое значение в системе обороны полуострова Ханко. 15.05.1941 года присвоено звание полковник . 13 июля разработал операцию по захвату о. Бьерхольм, которая была успешно проведена, в результате противник с потерями вынужден был отступить. Затем подразделения полка успешно удерживали Согарс. В декабре бригада была эвакуирована морским транспортом в Ленинград.
14.02.1942 — 12.03.1942 года — заместитель командира 8-й отдельной стрелковой бригады.
В марте 1942 года на базе бригады была сформирована 136-я стрелковая дивизия, а полковник Н. Д. Соколов назначен заместителем командира этой дивизии.
С мая 1942 года — комендант 79-го укреплённого района. 4 июня 1942 года принял под своё командование отдельные пулемётно-артиллерийские батальоны расформированных в 1941 году Красногвардейского и Слуцко-Колпинского укрепрайонов, после чего занял оборону на южном обводе обороны Ленинграда в полосе 42-й и 55-й армий от Угольного порта до Колпино, войдя в непосредственное подчинение командующему 42 армии Ленинградского фронта.
С 17 апреля 1943 года — командир 268-й стрелковой Мгинской Краснознамённой дивизии. Полковник Соколов принял дивизию 17 апреля 1943 года на Карельском перешейке в районе Агалатово, Осельки.
4-17 августа 1943 года ведёт ожесточённые наступательные бои в районе Синявино, участвует в разгроме мгинско-синявинской группировки противника.
С 20 августа 1943 года по 21 января 1944 года Соколов руководит обороной в районе Синявино — река Нева — Назия — Гонтовая Липка.
С середины января 1944 года его дивизия участвует в Ленинградско-Новгородской операции, наступая на посёлок Мга, затем на Ульяновку.
21 января 1944 года дивизия переходит в наступление на мгинском направлении, и с боями берёт станцию Мга. 21 января 1944 года Приказом № 010 Верховного главнокомандующего Красной Армии 268-й стрелковой дивизии присвоено почётное наименование «Мгинская».
Дивизия под его командованием овладела населёнными пунктами Ульяновка, Саблино, Ново-Лисино, Зовка, Страшево, Плюсово, Заполье, Новоселье, Подборовье, Ляды, Струги Красные.
В феврале — марте 1944 года вышла к укреплённой полосе вермахта «Пантера», между Островом и Псковом, и после напряжённых (и безуспешных) боёв в начале июня 1944 года отведена в резерв по маршруту Струги Красные — Луга — Ленинград.
22 марта 1944 года Указом Президиума Верховного Совета СССР 268-я стрелковая Мгинская дивизия «За образцовое выполнение боевых заданий командования на фронте борьбы с немецкими захватчиками и проявленные при этом доблесть и мужество» награждена орденом Красного Знамени.
13-17 апреля 1944 года дивизия под командованием Соколова наступает на псковском направлении. В июне зачислена в состав 21-й армии и переброшена маршем на Карельский перешеек.
16 июня — 4 июля 1944 года Соколов принял участие в Выборгской операции. Его дивизия введена в бой 16 июня 1944 года на участке между Средневыборгским шоссе и Выборгской железной дорогой, смогла взять Уусикиркко и ввязалась в тяжёлые бои у карьерного посёлка Семиозёрье, также овладела станцией Лоунатйоки (Заходское) и подошла к станции Перкярви (Кирилловское). К 20 июня 1944 года вышла на подступы к Выборгу, затем в течение конца июня — июля 1944 года ведёт тяжёлые бои у населённых пунктов Тали и Репола, несёт большие потери.
27 июня 1944 года полковник Н. Д. Соколов погиб.
Похоронен в Ленинграде на Воинской аллее Богословского кладбища в Санкт-Петербурге.

## Награды
- Орден Красного Знамени(1940)[4]
- Орден Кутузова II степени(21.02.1944)[5]
- Орден Отечественной войны I степени(17.05.1943)[6]
- Орден Красной Звезды(05.06.1942)[7]
- Медаль XX лет РККА (1938)
- Медаль «За оборону Ленинграда»(22.12.1942)[8]

## Память
- Его имя увековечено в Главном Храме Вооружённых сил России, и навсегда запечатлено на мемориале «Дорога памяти»
- На могиле установлен надгробный памятник